# Eden Valley (Minnesota)
Pour les articles homonymes, voir Eden Valley.
Eden Valley est une ville américaine située dans le Comté de Meeker, dans le Minnesota. Selon le recensement de 2020, sa population est de 1 027 habitants.